# Cão de assistência a convulsões

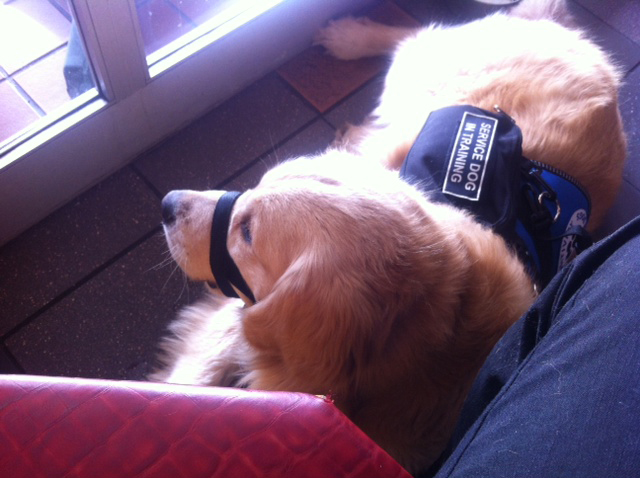
Um cão de resposta a convulsões pode ser levado a restaurantes ou outras empresas.

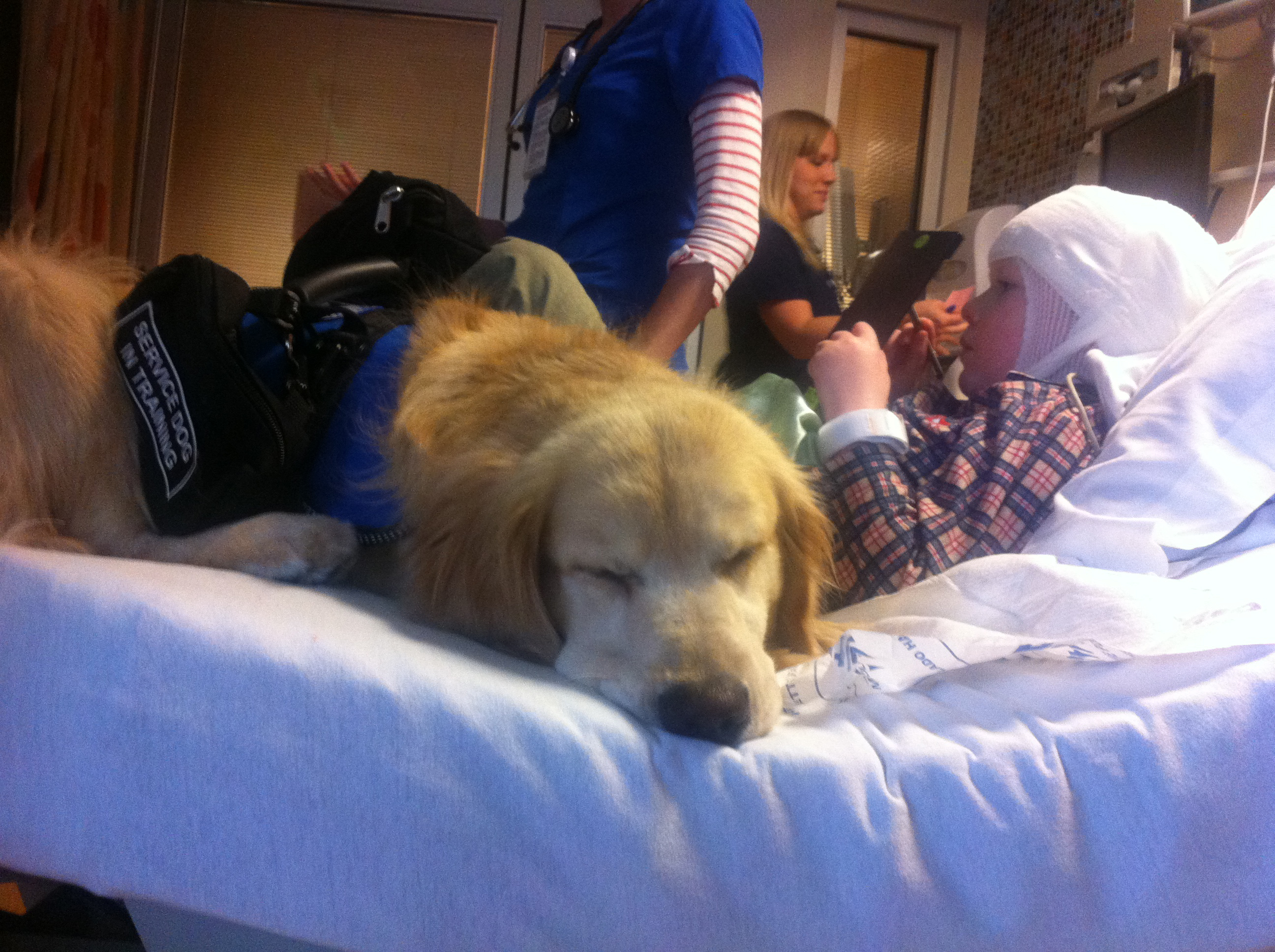
Cão de serviço para um menino com autismo e convulsões o acalma durante a internação.

Um cão de assistência a convulsões é um cão que demonstra um comportamento específico de assistência antes, durante ou imediatamente após a crise epiléptica ou outra convulsão de uma pessoa; classifica-se em cão de alerta de convulsões (em inglês, seizure-alert dog, SAD) para detecção e aviso prévio, e cão de resposta às convulsões (seizure response dog), de assistência durante a ocorrência e para pedir ajuda.

## Funções
Quando treinados com segurança, esses cães podem servir como cães de serviço para pessoas com epilepsia. As tarefas para cães de assistência a convulsão podem incluir, mas não estão limitadas a:
- Encontrar alguém para ajudar
- Ativar um sistema de resposta a emergências
- Estimular uma pessoa a ajudá-la a "acordar" após uma convulsão
- Usar o peso corporal para manter a pessoa em uma posição específica
- Agir como um suporte para ajudar a pessoa
- Buscar um telefone ou medicamento
- Remover fisicamente o paciente de uma situação insegura (ou seja, no meio de uma rua)

Um cão que demonstra um comportamento específico antes da convulsão epiléptica de uma pessoa também é chamado de cão de alerta de convulsões. Relatos sugerem que alguns cães podem ser treinados para antecipar crises epilépticas. No entanto, essa capacidade foi questionada.
A resposta e o comportamento de alerta das crises podem ocorrer espontaneamente em cães que vivem com crianças e adultos com epilepsia.